# Luigi Riccio (1901)
Luigi Riccio (Casale Monferrato, 15 giugno 1901 – Torino, 30 aprile 1971) è stato un calciatore italiano, di ruolo attaccante.

## Carriera
Trascorre la sua carriera quasi interamente nel Casale, a partire dal campionato di Prima Categoria 1919-1920, collezionando 37 presenze e 7 reti tra il 1919 e il 1924, e con l'intermezzo di pochi mesi nel Piacenza nel 1921-1922. Chiude la carriera nella stagione 1927-1928 con un'ultima apparizione in maglia nerostellata.